# Barbara Woodward

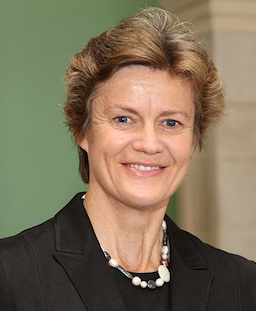
Barbara Woodward (2014)

Dame Barbara Janet Woodward (* 29. Mai 1961 in Gipping, Mid Suffolk, Vereinigtes Königreich) ist eine britische Diplomatin. Sie ist die aktuelle Ständige Vertreterin bei den Vereinten Nationen des Vereinigten Königreichs.

## Biografie
Sie besuchte die Saint Felix School in Southwold. 1983 erlangte sie an der University of St Andrews den Master of Arts (M.A.) in Geschichte und 1990 den M.A. in Internationalen Beziehungen an der Yale University.
Sie trat 1990 dem Foreign, Commonwealth and Development Office (FCDO) bei und war drei Jahre lang stellvertretende Leiterin seiner Menschenrechtsabteilung. Von 1994 bis 1998 arbeitete sie in der Botschaft des Vereinigten Königreichs in Moskau. Sie war an der Freilassung zweier britischer Geiseln aus Tschetschenien beteiligt. Von 2003 bis 2007 war sie in Peking als politische Beraterin und bis 2009 als stellvertretende Botschafterin in China tätig.
Von 2009 bis 2011 war sie Direktorin der Grenzkontrollabteilung im Home Office. Im Oktober 2011 wurde sie Generaldirektorin für wirtschaftliche und konsularische Angelegenheiten des FCDO. Von 2015 bis 2020 war sie die britische Botschafterin in China. Sie ist die erste Frau, die dieses Amt innehatte. Seit 2020 ist sie die Ständige Vertreterin bei den Vereinten Nationen des Vereinigten Königreichs.

## Orden und Ehrenzeichen
- 1999: Officer des Order of the British Empire (OBE)[2]
- 2011: Companion des Order of St Michael and St George (CMG)
- 2016: Dame Commander des Order of St Michael and St George (DCMG)[1]